# Salvatore Antibo
Salvatore Antibo (* 7. Februar 1962 in Altofonte, Palermo) ist ein ehemaliger italienischer Leichtathlet.
Antibo war in den 1980er Jahren einer der weltbesten Langstreckenläufer. Bei zahlreichen internationalen Meisterschaften startete er sowohl über die 5000, als auch über die 10.000 Meter, jedoch hatte er seine größten Erfolge über 10.000 Meter. Bei seinem ersten Auftritt bei Seniorenmeisterschaften wurde er bei den Leichtathletik-Europameisterschaften 1982 Sechster über 10.000 Meter. Bei Weltmeisterschaften konnte er zwar keine großen Erfolge vorweisen, umso besser waren seine Ergebnisse bei Olympischen Spielen. Bei seiner ersten Teilnahme wurde er über 10.000 Meter Vierter bei den Olympischen Spielen 1984 in Los Angeles und gewann die Silbermedaille über 10.000 Meter bei den Olympischen Spielen 1988 in Seoul. Bei seiner dritten Olympiade, den Olympischen Spielen 1992 in Barcelona, wurde er nochmals Vierter über 10.000 Meter.
Sein größtes Jahr hatte er 1990, als er bei den Leichtathletik-Europameisterschaften 1990 in Split über 5000 und über 10.000 Meter Europameister wurde. Antibo war bekannt für seine von anderen Langstreckenläufern nicht sehr geschätzte Renntaktik. Er lief in sehr unregelmäßigen Intervallen, mal das Tempo verschärfend, dann wieder verschleppend.

## Persönliche Bestzeiten
- 5000 m – 13:05,59 min – 18. Juli 1990 in Bologna
- 10.000 m – 27:16,50 min – 29. Juni 1989 in Helsinki